# Pseudomystus vaillanti
Pseudomystus vaillanti är en fiskart som först beskrevs av Regan, 1913.  Pseudomystus vaillanti ingår i släktet Pseudomystus och familjen Bagridae. Inga underarter finns listade i Catalogue of Life.